# Almirante da Frota da União Soviética
Almirante da Frota da União Soviética(em russo: Адмирал Флота Советского Союза) (Trans: Admiral Flota Soviétskogo Soyuza) foi a mais alta patente da Frota Naval Militar da União Soviética, foi criada em 3 de março de 1955 pelo conselho de ministros da URSS e extinta em 26 de dezembro de 1991 com a queda da União Soviética

## Visão Geral
O posto era em grande parte honorário e poderia ser considerado equivalente ao almirante da frota em outras nações. Foi formalmente estabelecida pelo Conselho de Ministros da União Soviética em 3 de março de 1955, e substituiu um posto igualmente nomeado, O Almirante da Frota (aдмирал плота) era equivalente a marechal da União Soviética desde 1945. Os titulares tinham direito a uma estrela de marechal.
Após sua criação, os únicos dois almirantes da frota, Nikolai Kuznetsov e Ivan Isakov, foram "promovidos" a este posto. Menos de um ano depois, Kuznetsov foi rebaixado para vice-almirante por razões políticas em 1956 e Isakov permaneceu como o único almirante da frota da União Soviética até sua morte em 1967. Então, em outubro de 1967, o Almirante da Frota Sergei Gorshkov tornou-se o terceiro e último almirante da frota da União Soviética. Gorshkov morreu em 1988 e não foram feitas mais nomeações antes da queda da União Soviética em 1991 e da eliminação do posto.
Seu equivalente na Marinha da Rússia é Almirante da Frota